# Route Pasteur
Pour les articles homonymes, voir Pasteur.
La route Pasteur est une route touristique de 47 km, du Jura en Franche-Comté, de lieux où a vécu et travaillé le célèbre scientifique chimiste Louis Pasteur (1822-1895) durant sa vie au XIXe siècle.

## Historique
Louis Pasteur, très attaché au Jura et au vignoble du Jura de ses origines familiales et de son enfance, partage sa carrière entre Paris et sa famille et amis du Jura. Il y réside souvent durant toute sa vie durant de longs séjours de vacances, et de recherche et d’expérimentation scientifique de ses nombreux brillants travaux en biologie :

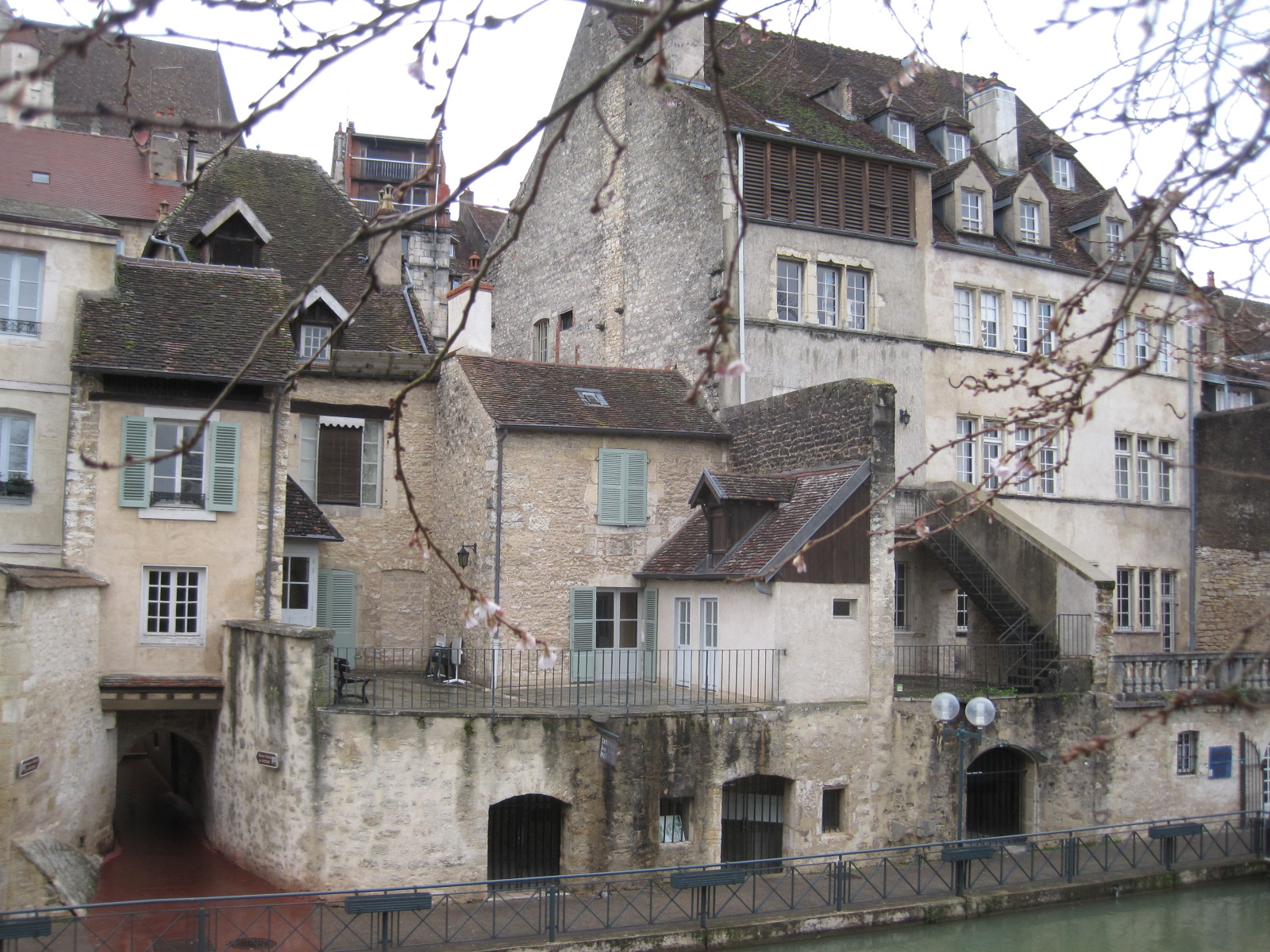
Maison de Louis Pasteur à Dole
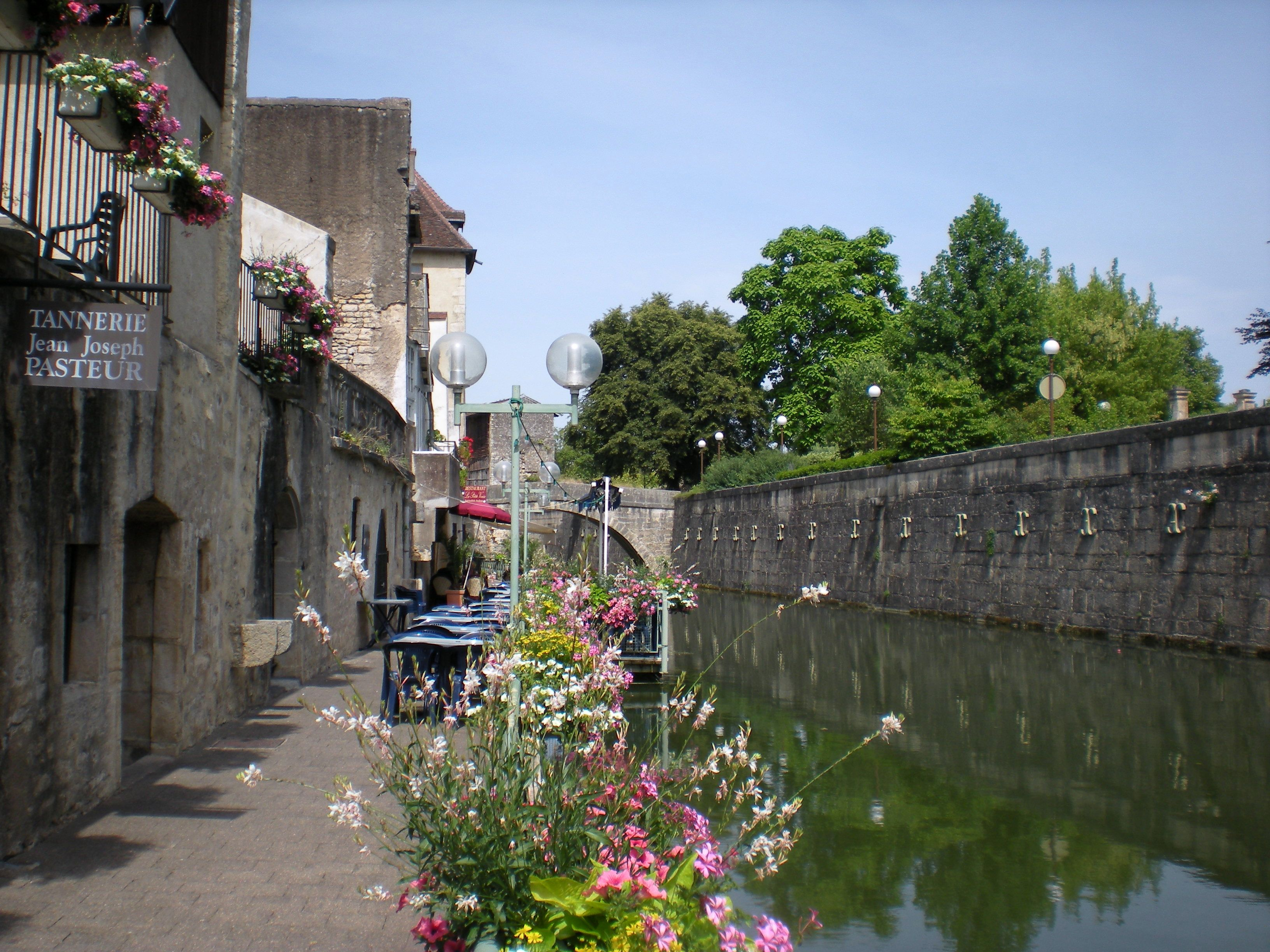
Tannerie de son père Jean Joseph à Dole
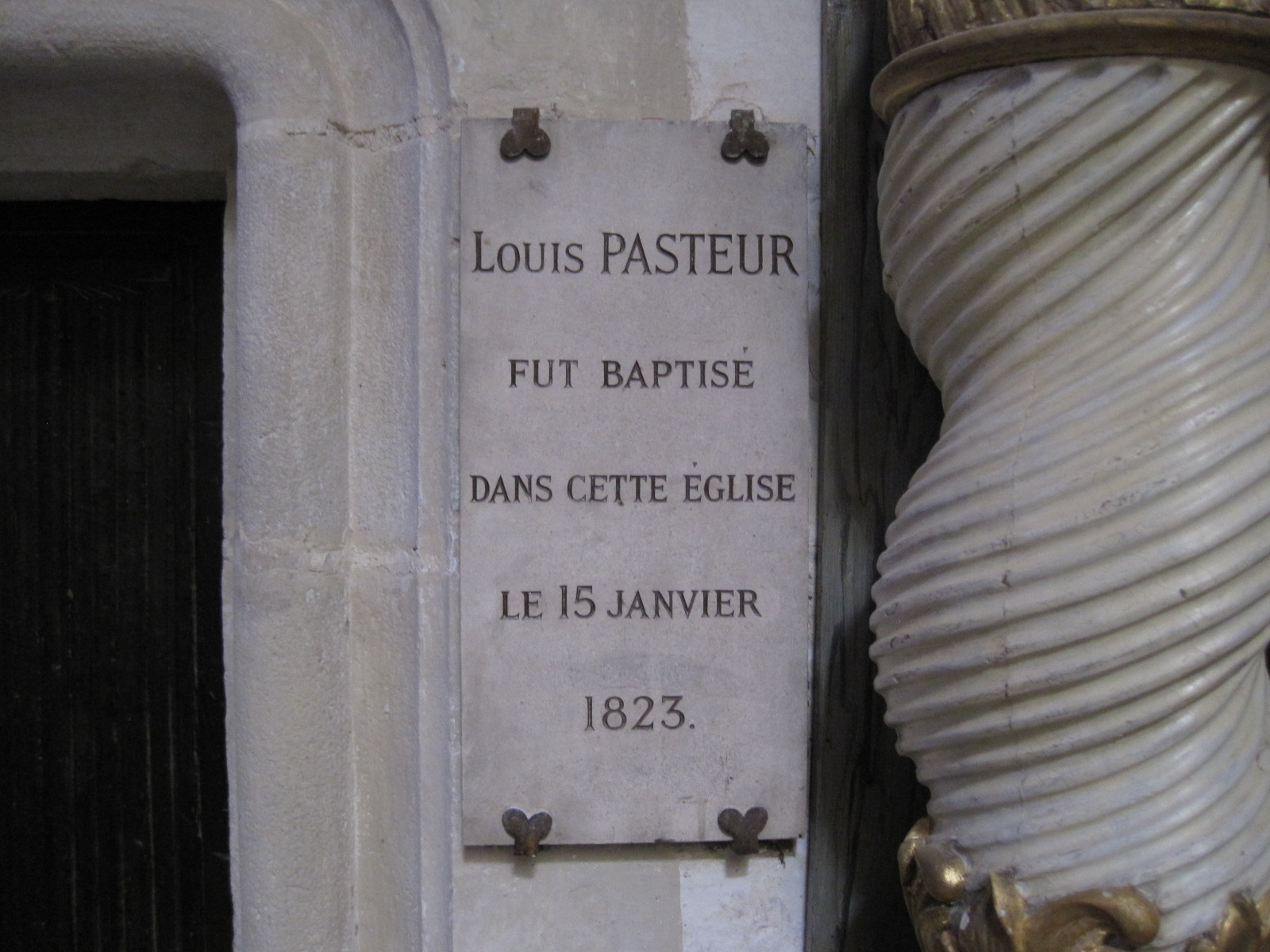
Collégiale Notre-Dame de Dole
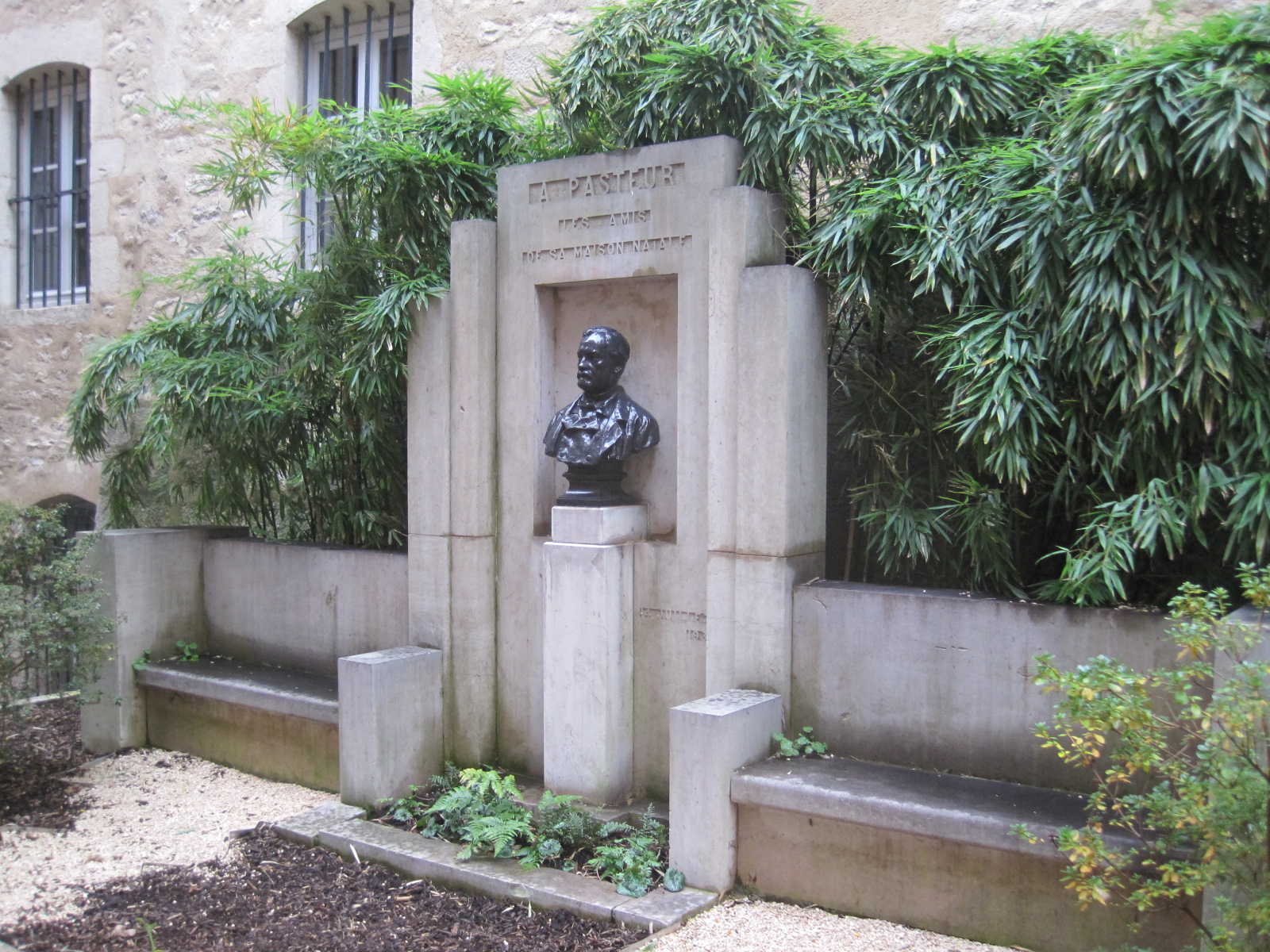
Buste de Pasteur, square voisin de sa maison de naissance de Dole

- Dole : maison de Louis Pasteur à Dole, maison et tannerie de son père Jean-Joseph, ou il passe le début de son enfance, de sa naissance en 1822, à son déménagement à Marnoz en 1825, puis Arbois en 1827. Il est baptisé le 15 janvier 1823 dans la collégiale Notre-Dame de Dole, avec plaque commémorative de souvenir.
- Lemuy : village des racines familiales de Pasteur
- Villers-Farlay : village ou Jean-Baptiste Jupille (1869-1923), est le premier patient historique mordu par un chien enragé, à être sauvé par le premier vaccin de Pasteur en octobre 1885
- Salins-les-Bains : maison de famille paternelle, au 60 rue Pasteur
- Mont Poupet : expériences scientifiques de Pasteur en 1860, contre la théorie de la génération spontanée
- Marnoz : maison Courvoisier de famille maternelle, rue principale
- Aiglepierre : première école de Pasteur, face à l'église
- Montigny-lès-Arsures : vigne de Louis Pasteur, du vignoble du Jura, près d'Arbois, travaux et expérimentations sur la fermentation alcoolique
- Arbois : maison de Louis Pasteur à Arbois, maison Vercel, monument, lieu de sépulture familiale (il repose au musée Pasteur de l'Institut Pasteur de Paris).

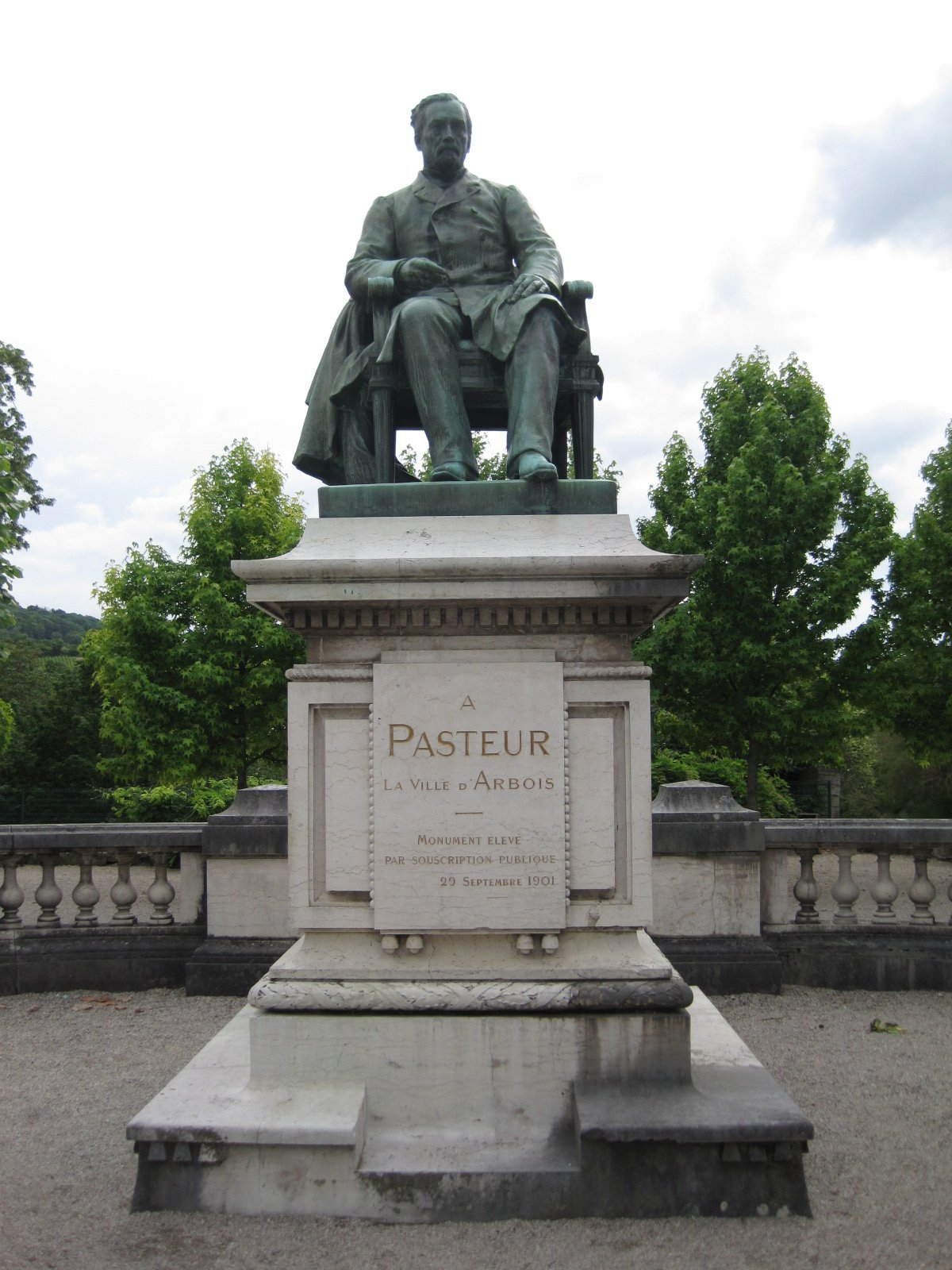
Statue de Pasteur à Arbois
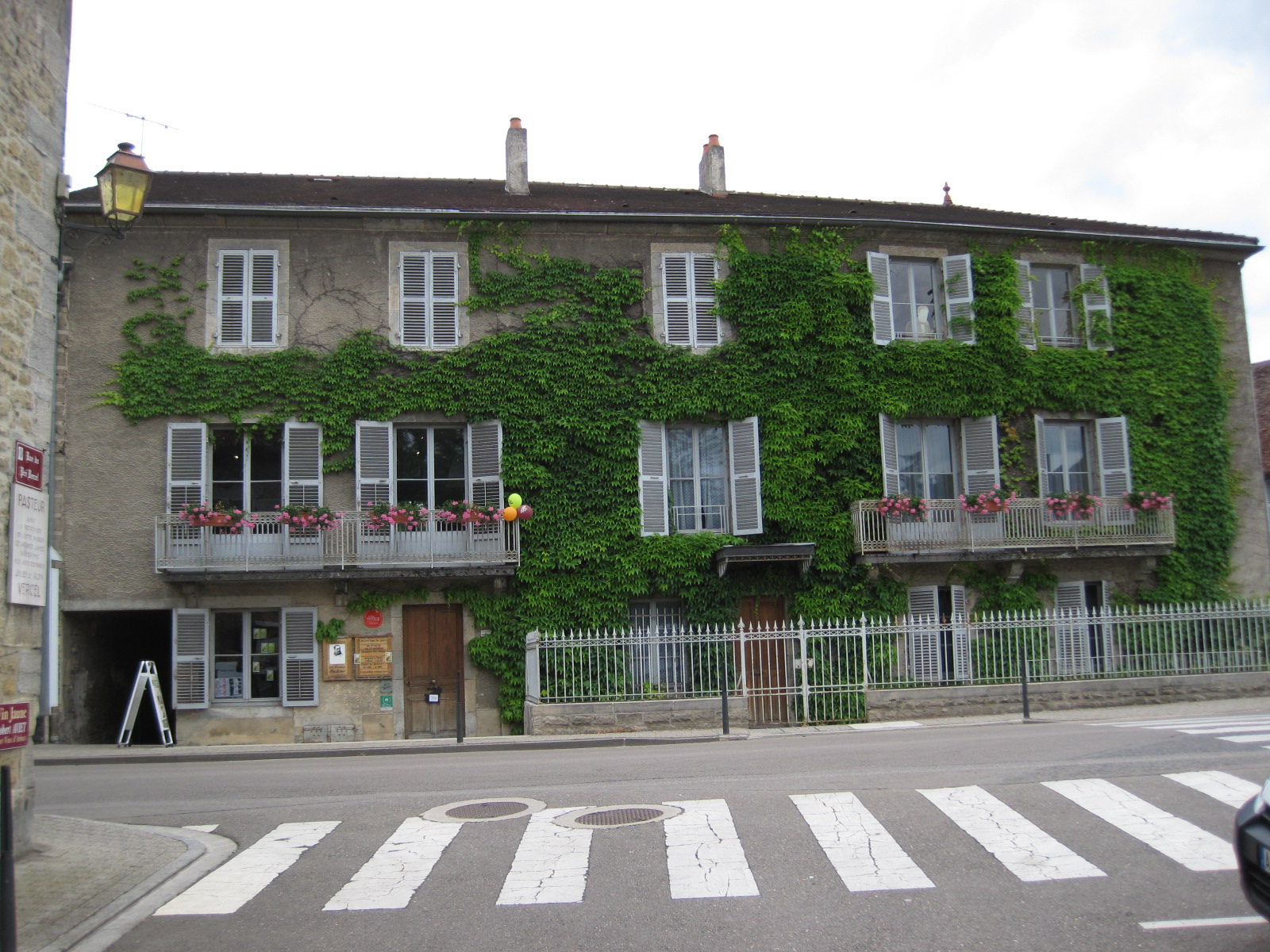
Maison de Louis Pasteur à Arbois
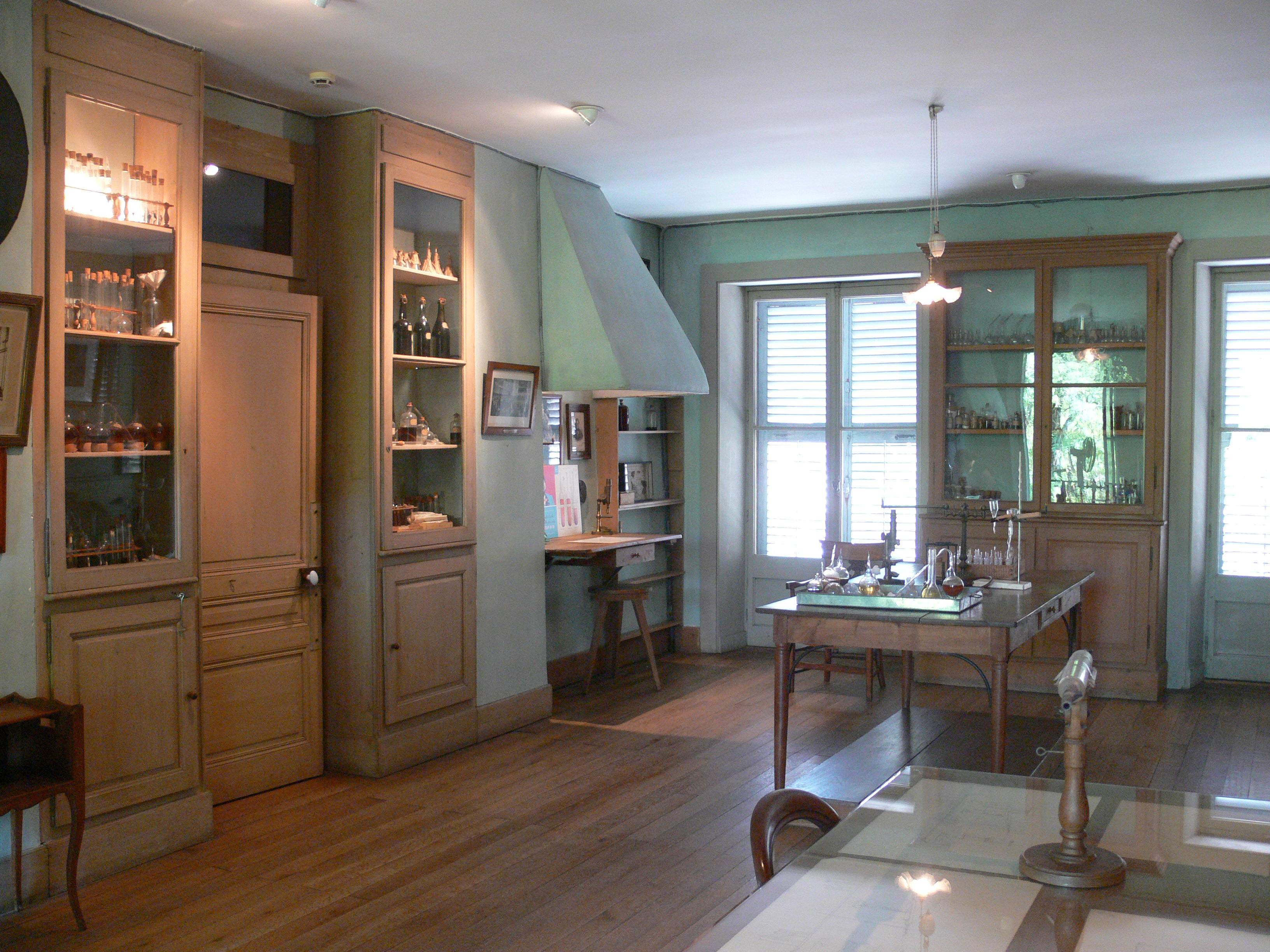
Son laboratoire dans sa maison d'Arbois
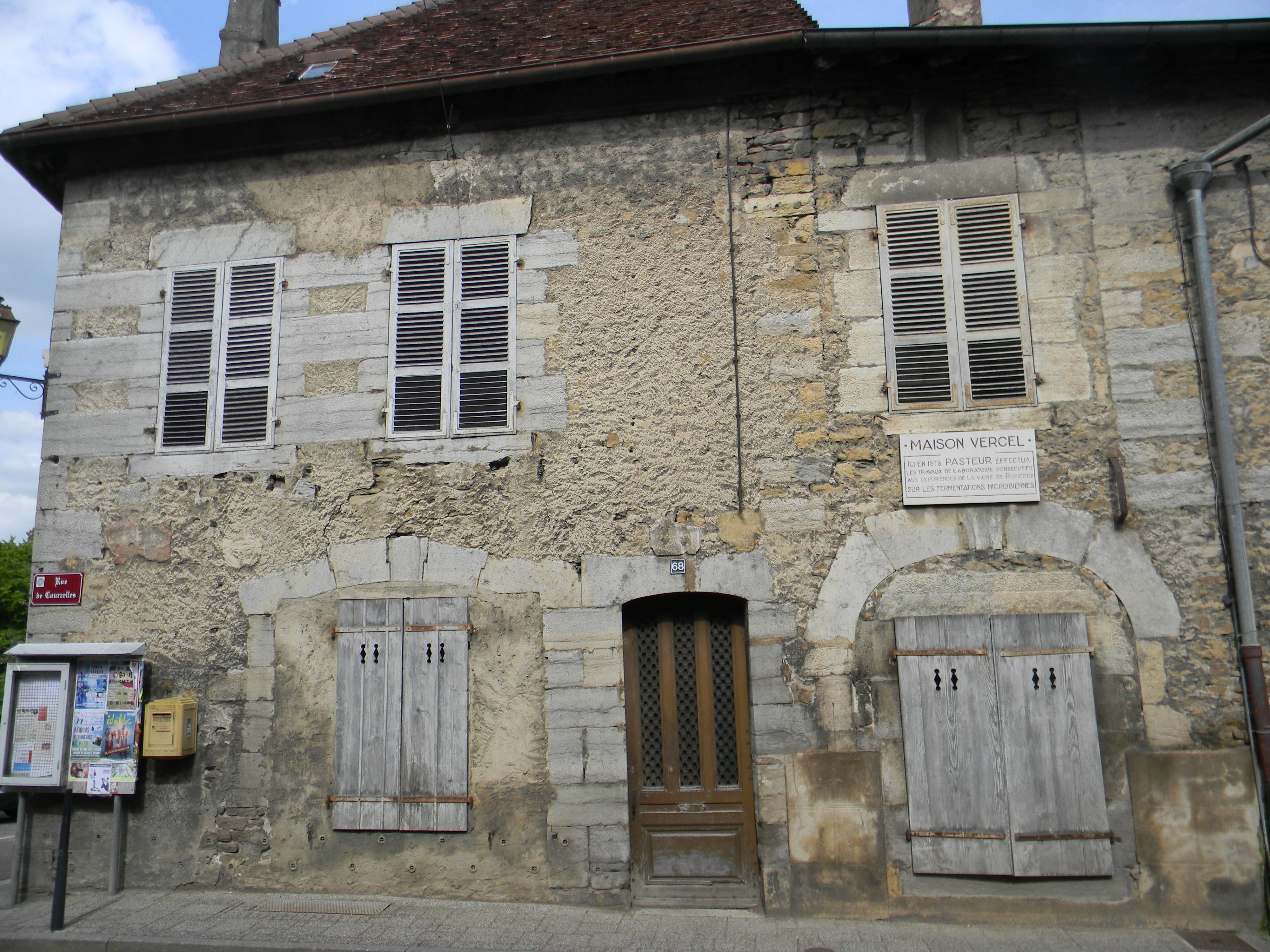
Maison Vercel d'Arbois (laboratoire de recherche)
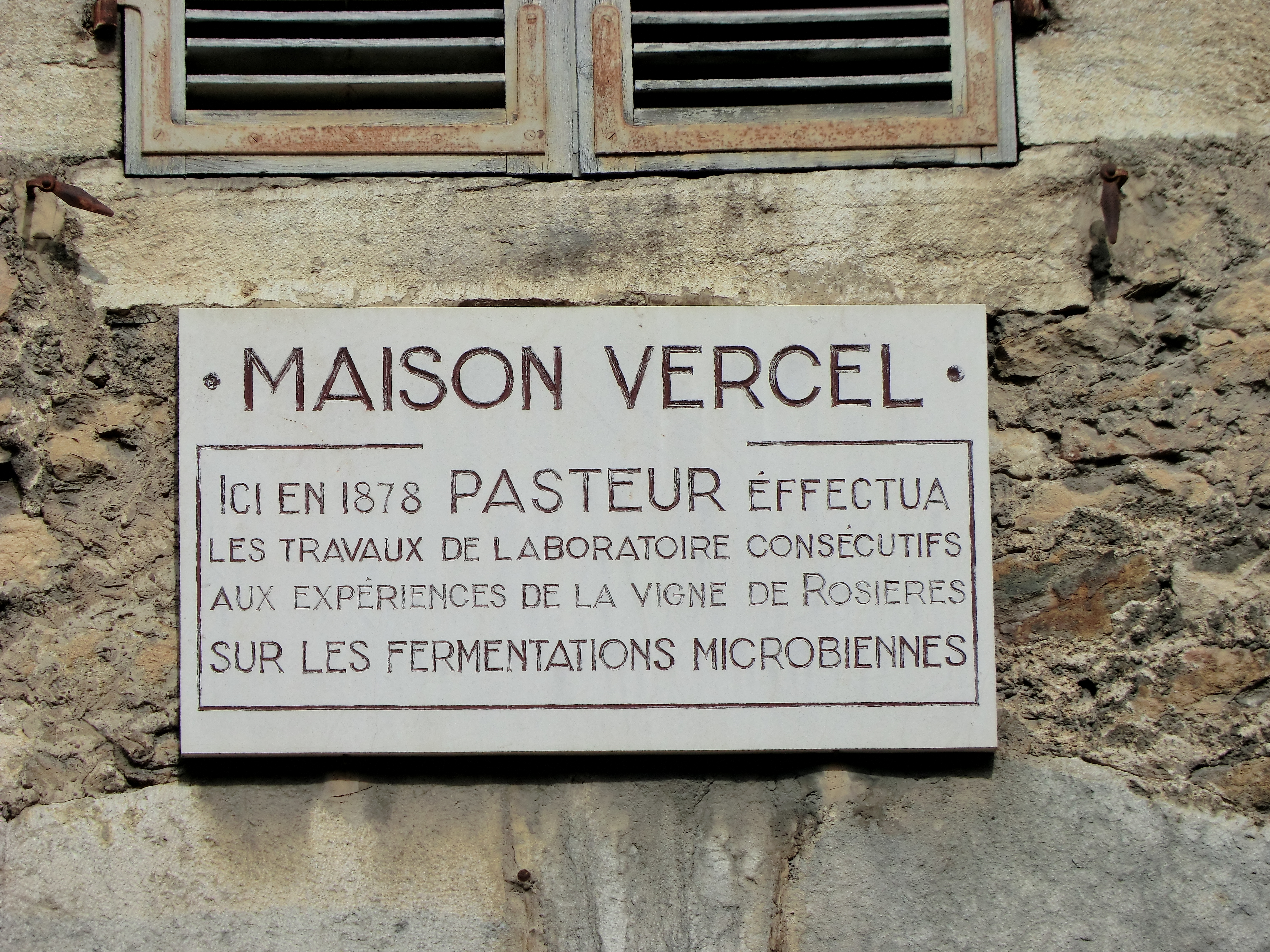
Maison Vercel d'Arbois
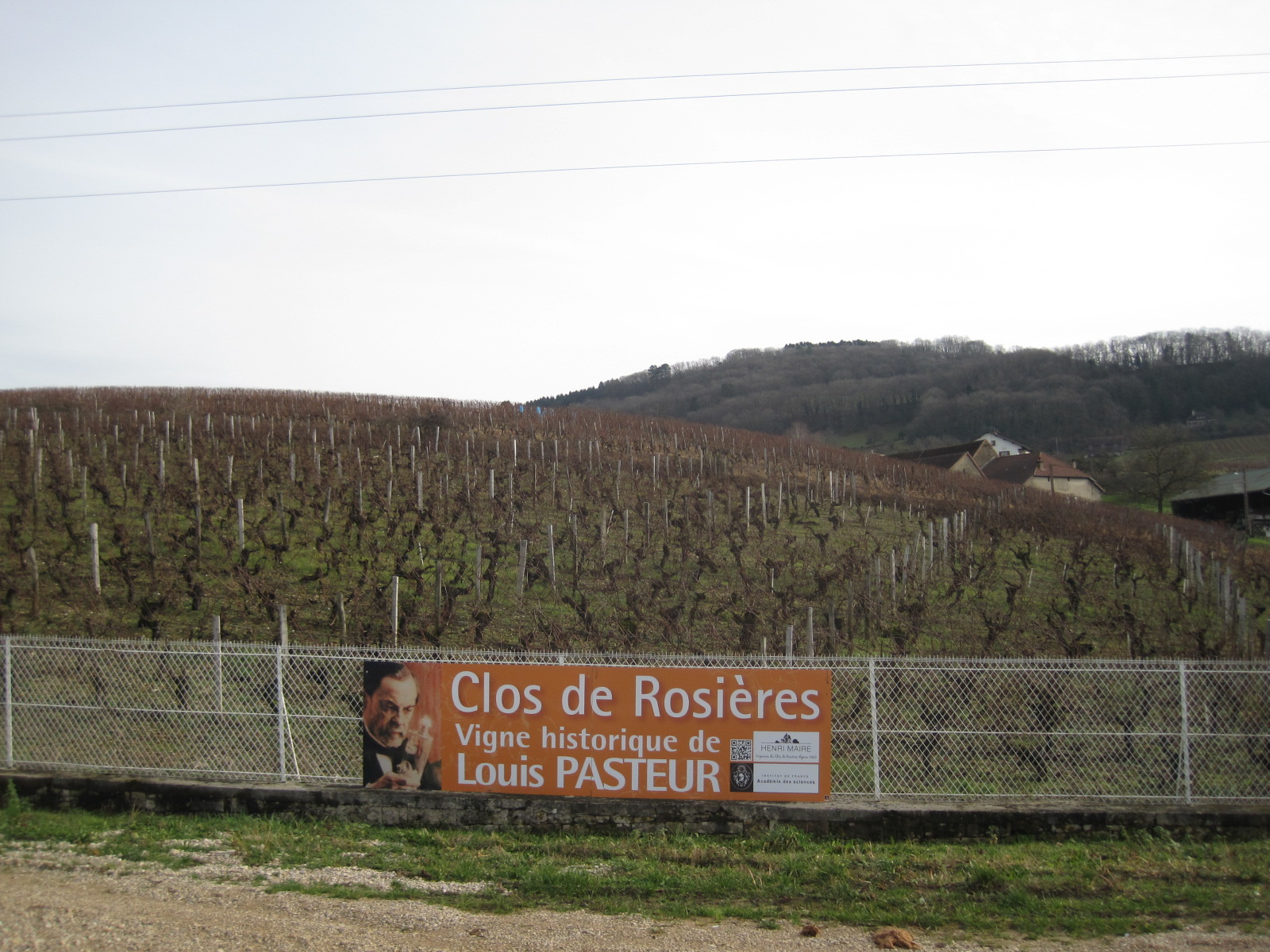
Vigne de Louis Pasteur de Montigny-lès-Arsures, près d'Arbois